# Картины по русской истории
«Картины по русской истории» (1908—1913), издание И. Н. Кнебеля — серия из 50 выпусков брошюр в жанре школьного пособия с иллюстрациями, оригиналы для которых выполнили художники Серебряного века. Под общей редакцией и с объяснительным текстом С. А. Князькова. Тираж 3500 штук, размер репродукций 66х88 см.

## История
Замысел издания возник у Кнебеля после того, как в 1902 году в Лейпциге была опубликована серия культурно-исторических картин для школьного преподавания немецкого историка культуры А. Лемана. В России изданию предшествовали две аналогичные работы — «Атлас картин по русской истории» под редакцией С. А. Князькова и «Русская история в картинах» под редакцией С. П. Моравского. Однако, по мнению Кнебеля, они отличались средним художественным исполнением и полиграфическим качеством, а также маленьким размером репродукций, что было неудобно для школьников.

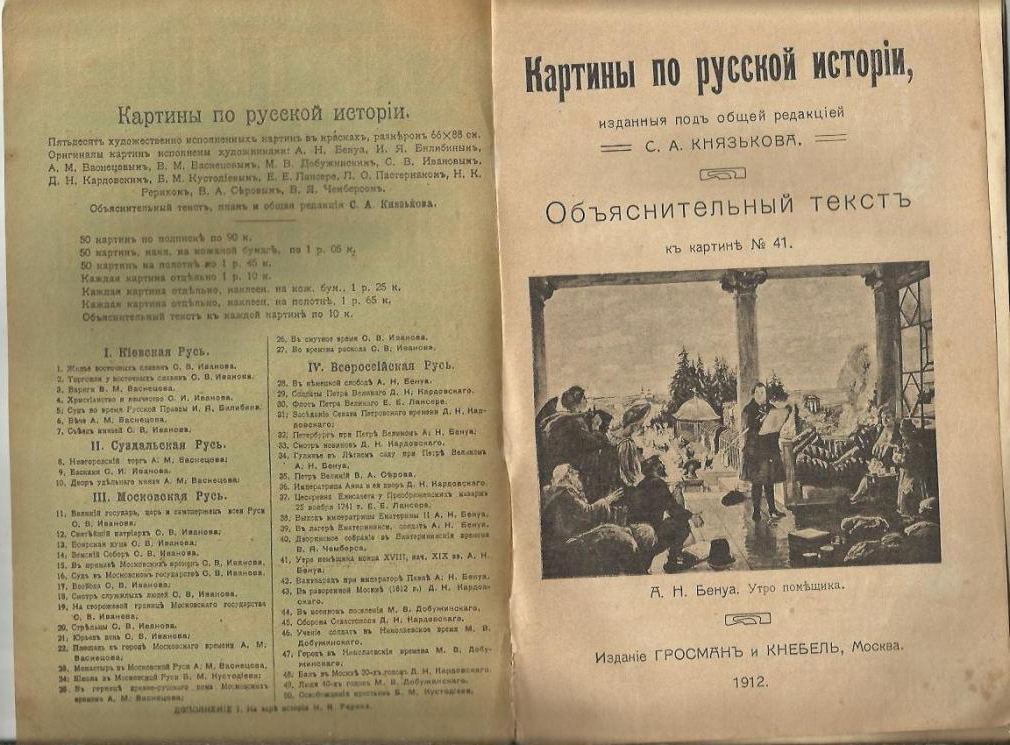
1-й разворот выпуска №41
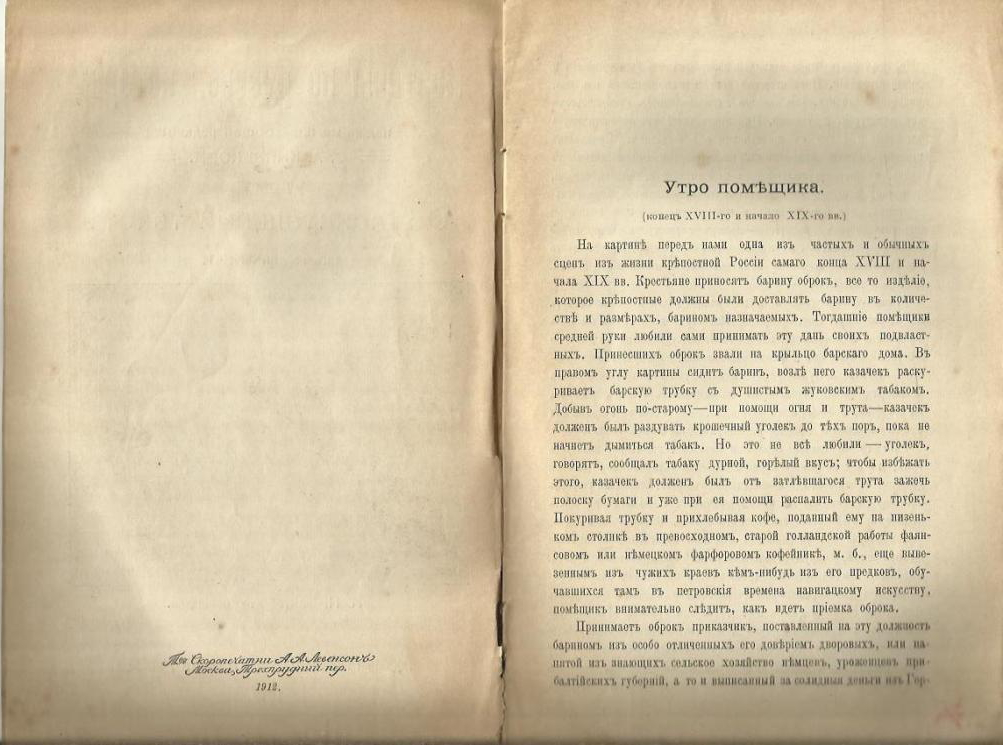
1-я страница пояснительного текста
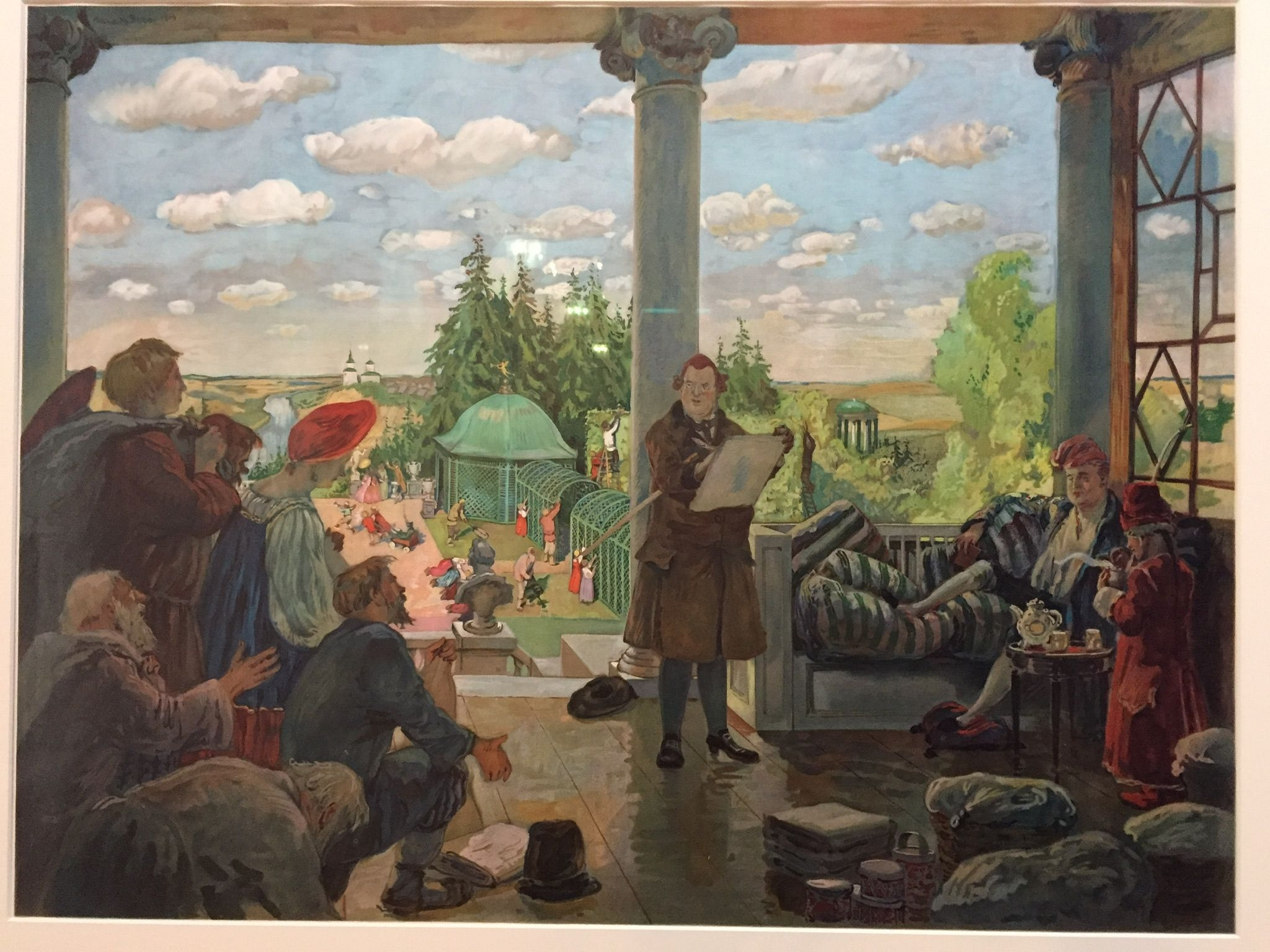
Цветная открытка по оригиналу иллюстрации для выпуска № 41

Сопроводительный текст: На картине перед нами одна из частых и обычных сцен из жизни крепостной России самого конца XVIII и начала XIX вв. Крестьяне приносят барину оброк, все то изделие, которое крепостные должны были доставлять барину в количестве и размерах, барином назначаемых. Тогдашние помещики средней руки любили сами принимать эту дань своих подвластных. Принесших оброк звали на крыльцо барского дома. В проавом углу картины сидит барин, возле него казачек раскуривает барскую трубку с душистым жуковским табаком. Добыв огонь по-старому — при помощи огня и трута — казачок должен был раздувать крошечный уголек до тех пор, пока не начнет дымиться табак. Но это не все любили — уголек, говорят, сообщал табаку дурной, горелый вкус; чтобы избежать этого, казачок должен был сначала… (и т. д.).

Историк и педагог Князьков, Сергей Александрович (1873—1920) был приглашен Кнебелем для составления плана, редактирования, написания пояснительного текста к «Картинам по русской истории». Князьков отобрал 50 сюжетов, отражавших характерные моменты истории России. Они, по обычаям тогдашней периодизации, делились на 4 эпохи:
1. Киевская Русь
2. Суздальская Русь
3. Московская Русь
4. Всероссийская Русь

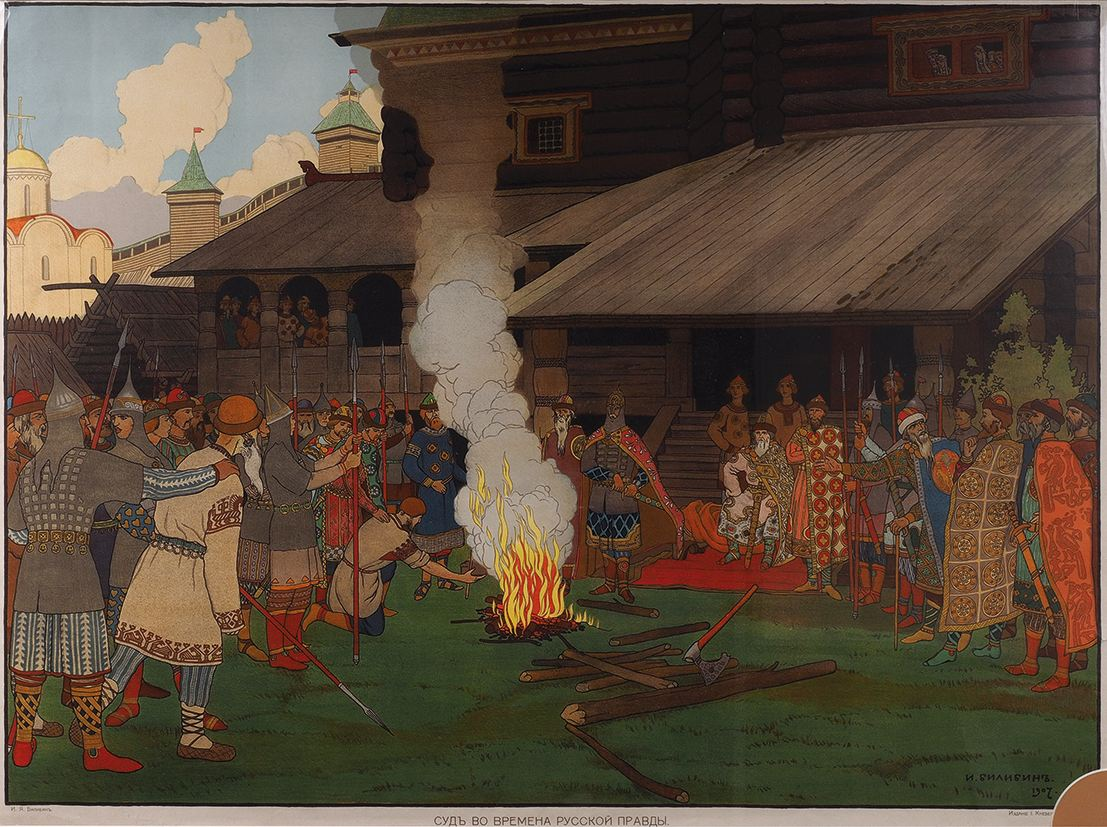
Оригинал рисунка для № 5: Иван Билибин. «Суд во времена Русской Правды»

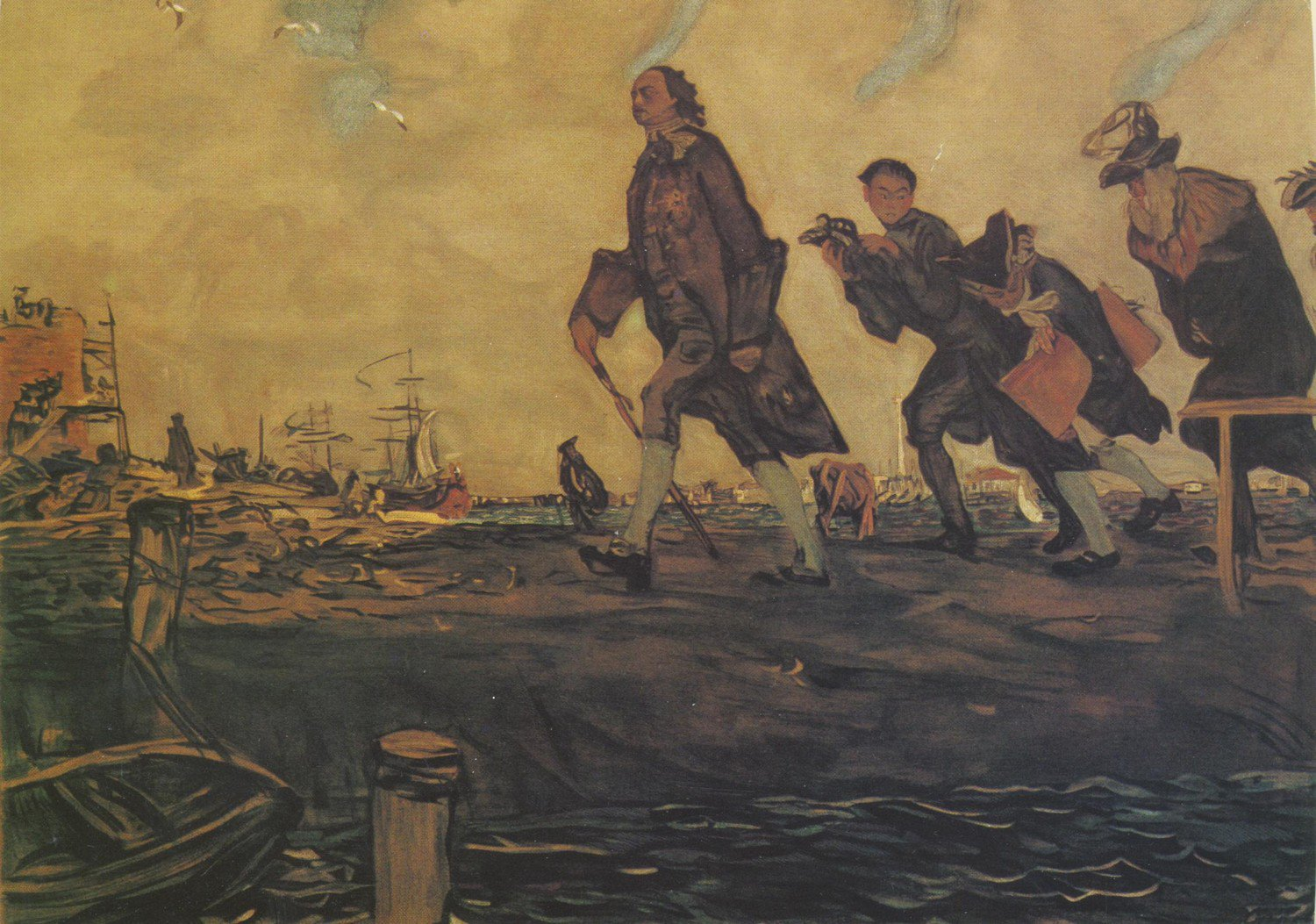
Оригинал рисунка для № 35: Валентин Серов. «Петр Великий»

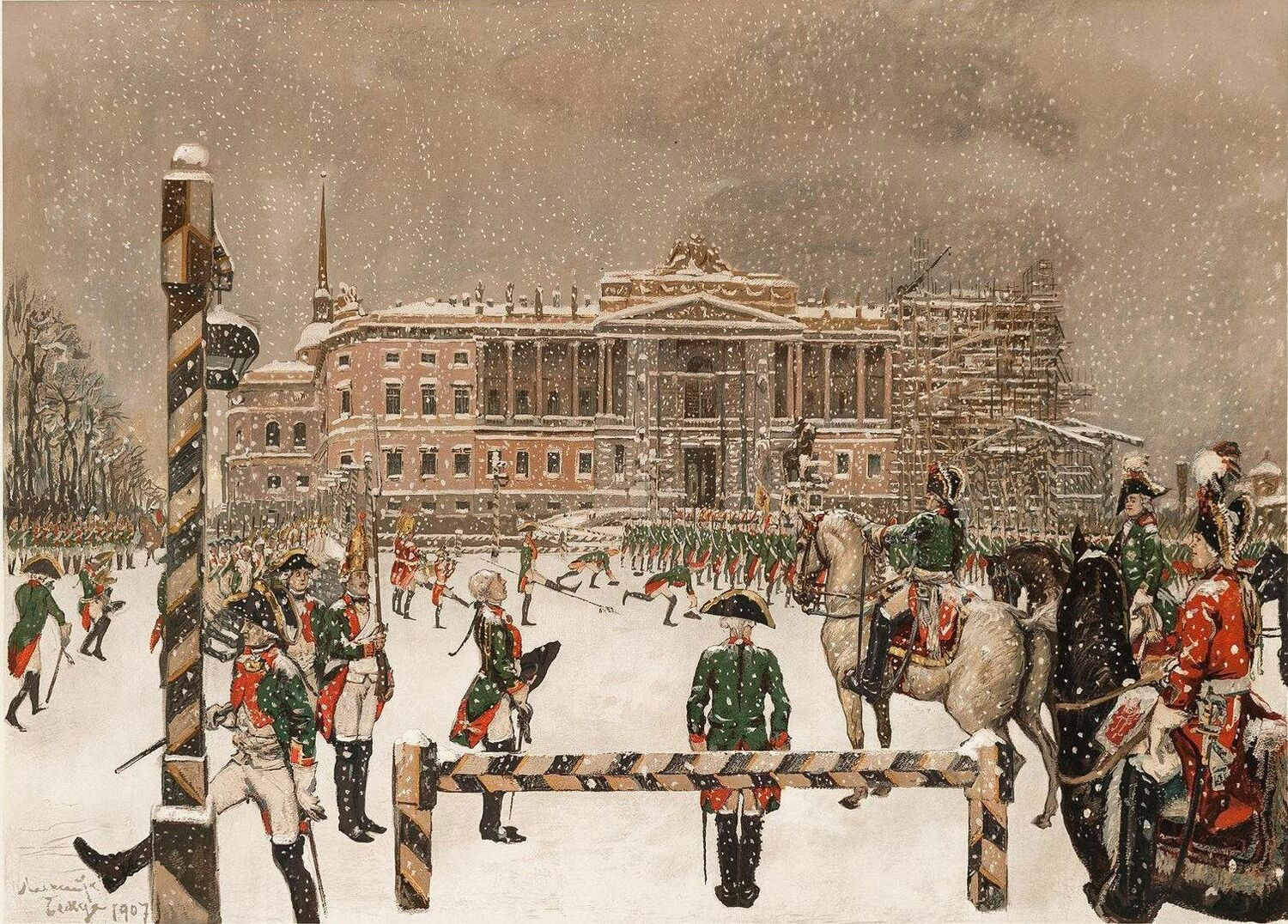
Оригинал рисунка для № 42: Александр Бенуа. «Вахтпарад при императоре Павле I»

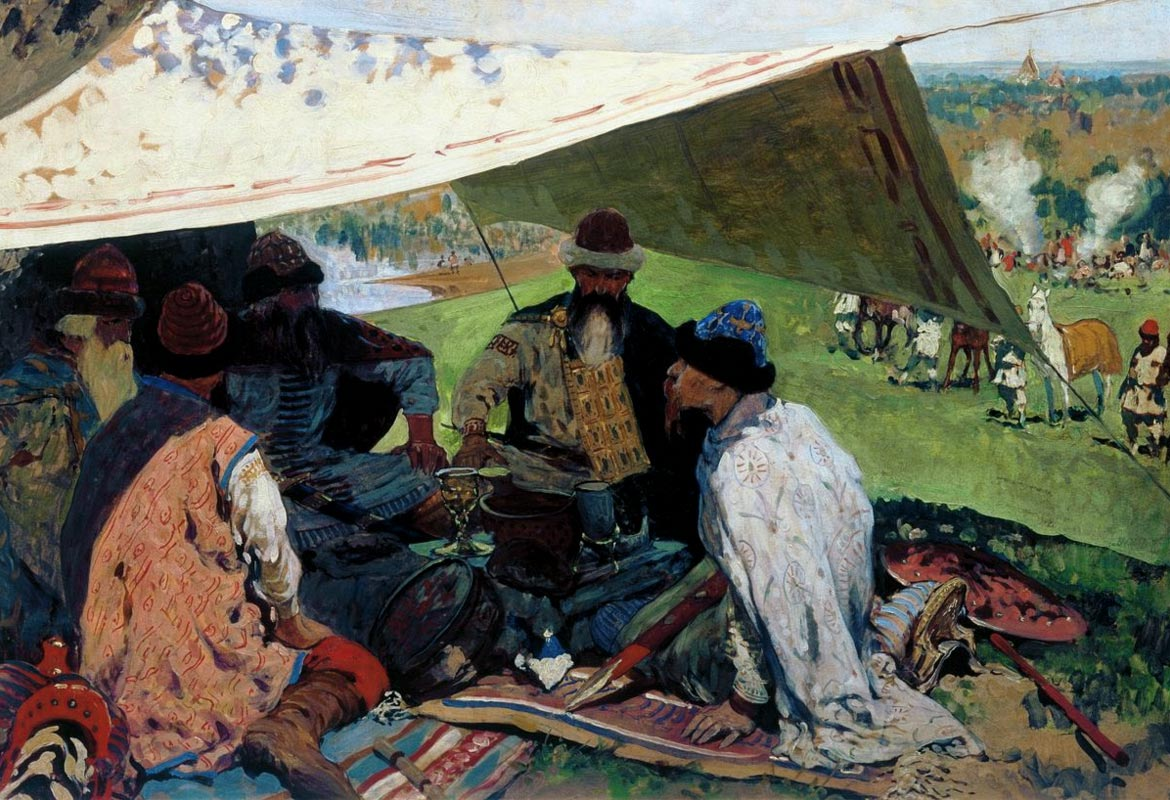
Оригинал рисунка для № 7: Сергей Иванов. «Съезд князей в Уветичах»

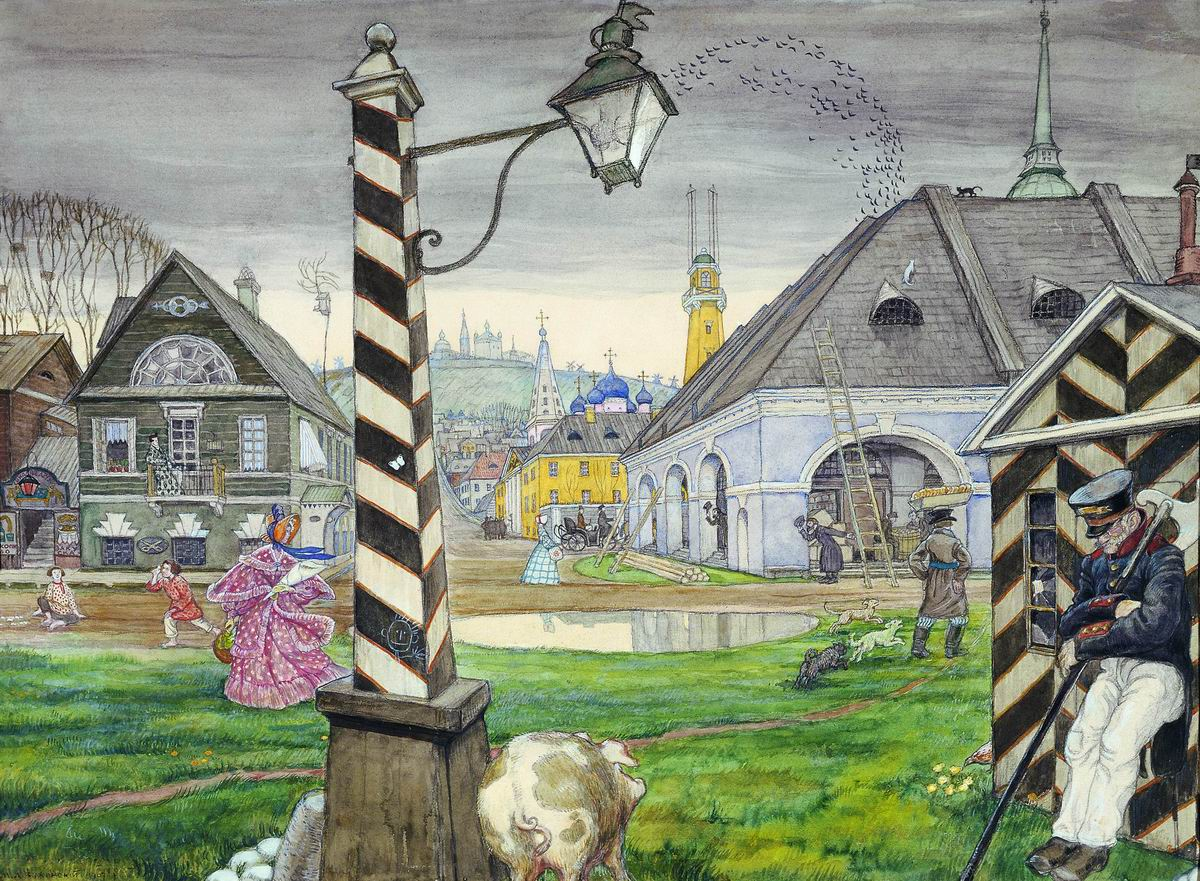
Оригинал рисунка для № 47: Мстислав Добужинский. «Город в николаевское время»

Главной особенностью издания было привлечение для создания картин лучших художников своего времени. Первые 3 периода были отданы преимущественно московским художникам (С. В. Иванов, братья Васнецовы, Кустодиев), а последний — петербуржцам (Бенуа, Кардовский, Лансере, Добужинский, Чемберс).
«Заслуга Кнебеля как издателя заключается в том, что он сумел поместить заказ на печать репродукций в первоклассную европейскую литографию, которая смогла максимально приблизить репродукции к подлинникам. Кстати, размер репродукций (66х88 см) почти соответствовал размеру оригиналов, то есть они были удобны для классных занятий. Русская педагогическая критика начала века высоко оценила новое школьное пособие. К каждой исторической картине прилагалась брошюра с объяснительным текстом С. А. Князькова, которая служила хорошим подспорьем для преподавателей истории. В многочисленных рецензиях не раз отмечалось, что красочные репродукции с исторических картин привлекали внимание преподавателей и учащихся не только сюжетом, но и своей художественной стороной. Последнее обстоятельство сыграло заметную роль в том, что „Картины по русской истории“, выпущенные тиражом 3 500 экземпляров, приобретались не только учебными заведениями, но и частными лицами. Владельцы картин нередко вставляли их в рамы и вешали в кабинете или в гостиной».
Полный комплект выпусков есть только в одном месте — в отделе изобразительного искусства Государственного Исторического музея.

### Переиздания
Вскоре, в связи с успехом первоначальной серии, 30 картин было переиздано в виде открыток.
В 1930-е годы в ОГИЗе был переиздан ряд наиболее популярных сюжетов в формате школьного пособия. В 1940 году Наркомпрос СССР и Главучтехпром выпустили альбом картин «История СССР», базировавшийся на «Картинах по русской истории», но существенно дополненный в сравнении с ним.
В 1989 московским издательством «Изобразительное искусство» был выпущен набор открыток «Картины по русской истории из издания И. Кнебеля, Москва 1908—1913» тиражом 100 000 экз.
В 1993 году московским издательством «Юный художник» была предпринята попытка издания серии в формате школьного пособия. С 1993 по 1995 год были выпущены вводная часть и 23 буклета, последний — тиражом 15 000 экз.

## Художники
- Бенуа, Александр Николаевич — 7 сюжетов
- Билибин, Иван Яковлевич — 1
- Васнецов, Аполлинарий Михайлович — 6
- Васнецов, Виктор Михайлович — 1
- Добужинский, Мстислав Валерианович — 3
- Иванов, Сергей Васильевич — 18
- Кардовский, Дмитрий Николаевич — 7
- Кустодиев, Борис Михайлович — 3
- Лансере, Евгений Евгеньевич — 2
- Серов, Валентин Александрович — 1
- Чемберс, Владимир Яковлевич — 1

Оригиналы иллюстраций в ГТГ, ГРМ, а также в Одессе, Симферополе, Ереване, Минске, Перми, Нижнем Новгороде, Переяславле-Залесском и в музеях других городов; а также в коллекции семьи Кнабеля.

## Список выпусков
- № 01:  С. В. Иванов. «Жилье восточных славян» — 1912. Оригинал — картон, масло. 58.5 x 83 см.
- № 02:  С. В. Иванов. «Торг в стране восточных славян» — 1912. Оригинал — 59,3х82, картон, масло — Севастопольский художественный музей им. М. П. Крошицкого.
- № 03:  В. М. Васнецов. «Варяги» — 1912
- № 04:  С. В. Иванов. «Христианство и язычество» — 1910
- № 05:  И. Я. Билибин. «Суд во времена Русской Правды» — 1909
- № 06:  А. М. Васнецов. «Вече» — 1909
- № 07:  С. В. Иванов. «Съезд князей» — 1912. Оригинал — холст, масло, 65 х 91 см. Костромской областной музей изобразительного искусства.
- № 08:  А. М. Васнецов. «Новгородский торг» — 1909
- № 09:  С. В. Иванов. «Баскаки» — 1909
- № 10:  А. М. Васнецов. «Двор удельного князя». (XIII—XIV вв.) — 1908
- № 11:  С. В. Иванов. «Великий государь, царь и самодержец всея Руси» — 1908
- № 12:  С. В. Иванов. «Святейший патриарх Московский и всея Руси» — 1909
- № 13:  С. В. Иванов. «Боярская дума. (XVI—XVII вв.)» — 1908
- № 14:  С. В. Иванов. «Земский собор (XVII в.)» — 1908
- № 15:   С. В. Иванов. «В приказе московских времен» — 1908
- № 16:  С. В. Иванов. «Суд в Московском государстве» — 1909
- № 17:  С. В. Иванов. «Приезд воеводы» — 1909. Оригинал — холст, масло
- № 18:  С. В. Иванов. «Смотр служивых людей. (XVI—XVII вв.)» — 1908
- № 19:   С. В. Иванов. «На сторожевой границе Московского государства» — 1909. Оригинал — картон, масло. 60 x 82 см. Местонахождение неизвестно. Копия хранится в Центральном пограничном музее ФСБ России.
- № 20:  С. В. Иванов. «Стрельцы» — 1908
- № 21:  С. В. Иванов. «Юрьев день» — 1909. Оригинал — картон, масло. 60 x 82 см.
- № 22: А. М. Васнецов. «Площадь в городе московских времен» — 1909.
- № 23:  А. М. Васнецов. «Монастырь в Московской Руси. (XIII—XVII вв.)» — 1908
- № 24:  Б. М. Кустодиев.«Школа в Московской Руси» — 1908
- № 25:  А. М. Васнецов. «В горнице древнерусского дома московских времен (XVI—XVII вв.)» - 1908
- № 26:  С. В. Иванов. «В смутное время» — 1909. Оригинал — картон, масло. 60 x 82 см
- № 27:  С. В. Иванов. «Во времена раскола» — 1909
- № 28:  А. Н. Бенуа. «В Немецкой слободе» — 1912. Оригинал — частное собрание
- № 29:  Д. Н. Кардовский. «Солдаты Петра Великого». 1908
- № 30:  Е. Е. Лансере. «Флот Петра Великого» — 1912
- № 31:   Д. Н. Кардовский. «Заседание Сената петровских времен» — 1908
- № 32:  А. Н. Бенуа. «Петербург при Петре Великом» — 1912
- № 33:  Д. Н. Кардовский. «Смотр новиков» — 1912
- № 34:   А. Н. Бенуа. «В Летнем саду при Петре Великом» — 1913
- № 35:  В. А. Серов. «Петр Великий». — 1909. Оригинал — ГТГ
- № 36:   Д. Н. Кардовский. «Императрица Анна и её двор (1730—1740 гг.)» — 1908
- № 37:  Е. Е. Лансере. «Цесаревна Елизавета в Преображенских казармах» — 1913
- № 38:  А. Н. Бенуа. «Выход императрицы Екатерины II» — 1912
- № 39:  А. Н. Бенуа. «Лагерь екатерининских солдат» — 1912
- № 40:  В. Я. Чемберс. «Дворянское собрание в екатерининские времена» — 1913
- № 41:  А. Н. Бенуа. «Утро помещика. (Конец XVIII и начало XIX вв.)» — 1912
- № 42:  А. Н. Бенуа. «Вахтпарад при императоре Павле I» — 1908
- № 43:  Д. Н. Кардовский. «Москва в сентябре 1812 года» — 1913
- № 44:  М. В. Добужинский. «Военные поселения [Александровской эпохи]» — 1913
- № 45:  Д. Н. Кардовский. «Оборона Севастополя» — 1912
- № 46:  М. В. Добужинский. «Учение солдат в николаевское время» — 1913
- № 47:  М. В. Добужинский. «Город в николаевское время» — 1908
- № 48:  Д. Н. Кардовский. «Бал в Москве 20-х годов» — 1913
- № 49:  Б. М. Кустодиев. «В московской гостиной в 40-х годах» — 1913
- № 50:  Б. М. Кустодиев. «Освобождение крестьян» — 1908. Оригинал — музей Нижнего Новгорода